# 萩尾治種
萩尾 治種（はぎお はるたね、伊東大學助・萩尾大学・萩尾麟可との記載もあるが、父が麟可、子が大学という記述もある）は、戦国時代の武将。高橋紹運（立花宗茂の実父）の腹心であり、高橋紹運の側室の松尾殿は実娘。

## 人物
天正9年（1581年）、7月27日、高橋紹運の配下で、友軍の立花道雪とともに出陣し、秋月氏と筑紫氏らとの第二次太宰府観世音寺の戦い（第二次太宰府石坂の戦いとも）、秋月方の勇将・堀江備前の左腕に鏑矢を命中させた。左腕の自由を奪われた堀江は大長刀を捨てて宗茂に組みかかって来たが、相撲得意の宗茂は彼を圧倒し、家臣の萩尾が堀江を討ち取って手柄を立てた。
天正14年（1586年）、島津氏が大友氏を滅ぼすべく岩屋城・宝満山城のある太宰府まで北上。九州制覇を目指す島津氏4万の大軍に対して、紹運は防御の薄い岩屋城にておよそ763名と共に迎撃、島津軍の降伏勧告を拒絶し、半月に及ぶ戦い（岩屋城の戦い）の末、最後の一兵まで苛烈に戦い抜き玉砕。岩屋城は陥落した。萩尾大学も島津軍へ切り込み、ここで討死。

## 墓所
- 萩尾大学の墓は、福岡県太宰府市の岩屋城跡地の山道途中にあるが、萩尾大学の子孫が隠棲・帰農した福岡県糟屋郡篠栗町萩尾地区の篠栗八十八か所四十九番札所・雷音寺の近くにも建てられている。

- 萩尾治種の妻の墓は、篠栗町立篠栗小学校萩尾分校から徒歩１分。